# Lagruère

Lagruère este o comună în departamentul Lot-et-Garonne din sud-vestul Franței. În 2009 avea o populație de 324 de locuitori.

## Evoluția populației
| An        | 1975 | 1982 | 1990 | 1999 | 2006 | 2009 |
| --------- | ---- | ---- | ---- | ---- | ---- | ---- |
| Populație | 379  | 362  | 347  | 318  | 323  | 324  |